# Grief Street
Grief Street és una pel·lícula de misteri criminal estatunidenca de 1931 dirigida per Richard Thorpe i protagonitzada per Barbara Kent i John Holland. Va ser produïda i distribuïda per la Chesterfield Motion Pictures Corporation.

## Argument
Un ídol femení és trobat estrangulat al seu vestidor. La porta està tancada des de dins i no hi ha cap altra manera d'entrar a l'habitació. Havia tingut una aventura amb la seva protagonista, mentre que la seva dona actriu està fent el mateix amb el director d'escena. Tothom, inclosa una jove actriu que havia estat acomiadat de l'obra, i un vell actor ara relegat a un porter d'escenari, tenen un motiu. L'explicació de l'assassinat es troba dins del guió de l'obra.

## Repartiment
- Barbara Kent com Jean Royce
- John Holland com Jim Ryan
- Dorothy Christy com Mrs. Alvin Merle
- Crauford Kent com Alvin Merle
- Lillian Rich com Pamela Gregory
- Larry Steers com Ralph Burns
- Lloyd Whitlock com Frank Murray
- Lafe McKee com Michael
- Creighton Hale com Ted
- Walter Brennan com Walt